# Rugby Football Union
Die Rugby Football Union (RFU) ist der nationale Sportverband für Rugby Union und Siebener-Rugby in England. Sie übernimmt die Organisation von Länderspielen und ist zuständig für die Ausbildung und das Training von Spielern und Schiedsrichtern. Das Hauptquartier befindet sich im Twickenham Stadium, in dem traditionell die Heimspiele der englischen Nationalmannschaft ausgetragen werden. Seit 1890 vertritt sie England beim Weltverband World Rugby und seit 1999 beim Kontinentalverband Rugby Europe.

## Aufgabe

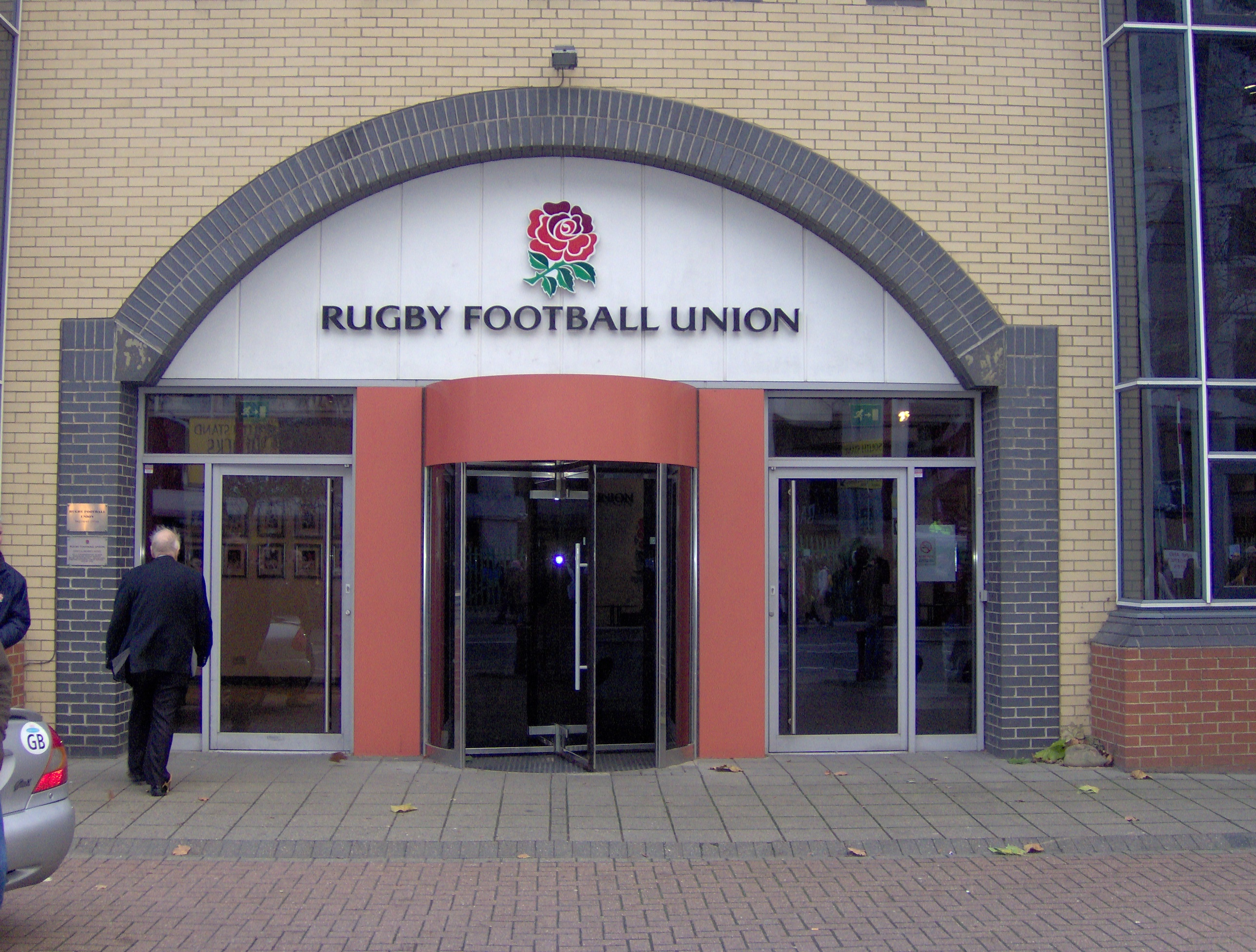
Sitz der Rugby Football Union in London

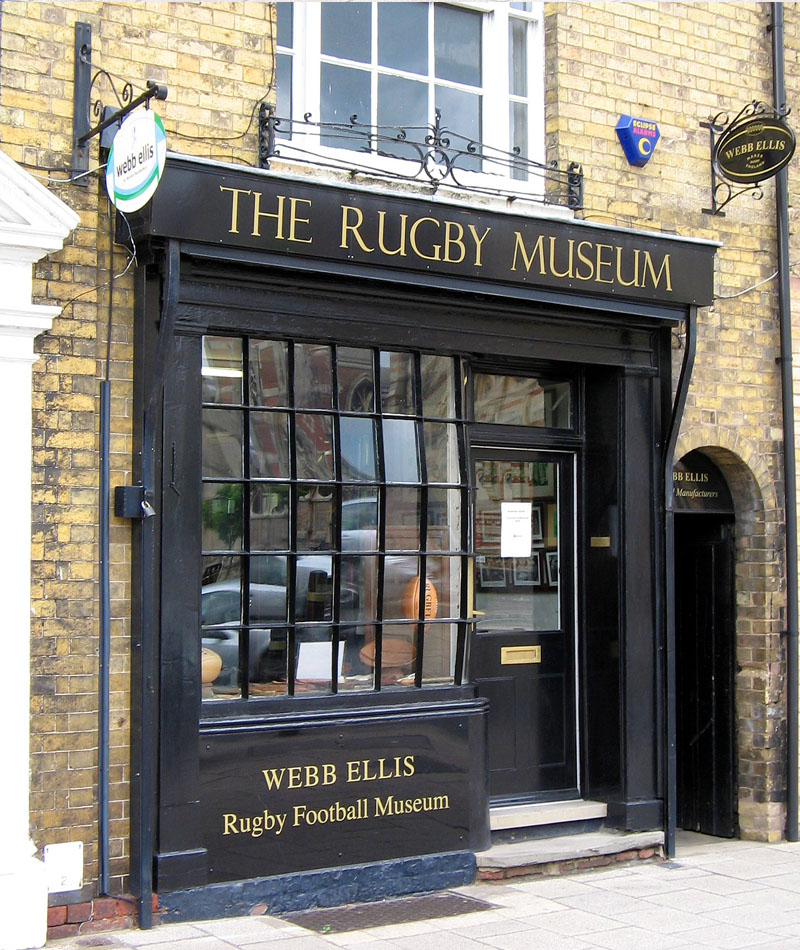
Das Webb Ellis Rugby Football Museum in Rugby

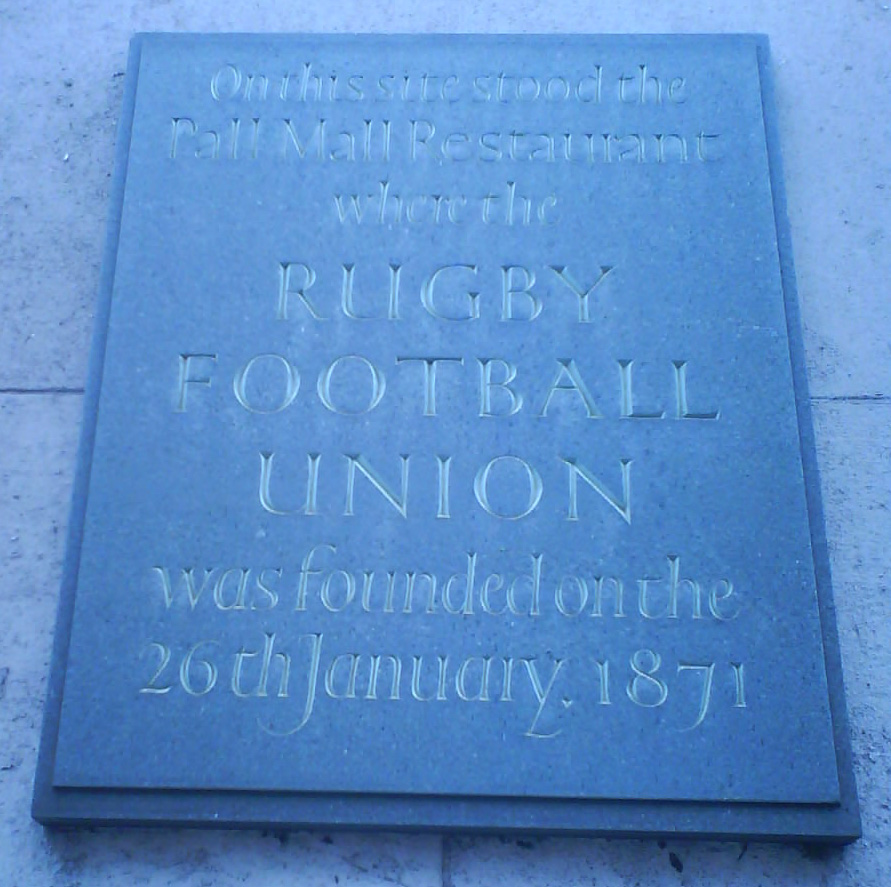
Gedenktafel am Gründungsort der Rugby Football Union

Die Rugby Football Union stellt die England vertretenden Nationalmannschaften, einschließlich der für die Männer, Frauen (beide die Red Roses) und Jugend, zusammen. Die England Saxons bilden die zweite Mannschaft Englands. Daneben organisiert der Verband das Kinder- und Jugend-Rugby in England. Kinder und Jugendliche werden bereits in der Schule an den Rugbysport herangeführt und je nach Interesse und Talent beginnt dann die Ausbildung. Für Schüler gibt es die Nationalmannschaft der Schoolboys, die sich als Vorstufe zur Nationalmannschaft entwickelt hat. Wie andere Rugbynationen verfügt England über eine U-20-Nationalmannschaft, die an den entsprechenden Six Nations und Weltmeisterschaften teilnimmt. Ebenso ist die Rugby Football Union verantwortlich für die englische Siebener-Rugby-Union-Nationalmannschaft und da Siebener-Rugby eine olympische Sportart ist, arbeitet sie hier mit der British Olympic Association zusammen.
Der Verband organisiert auch den nationalen Spielbetrieb. Die höchste Rugby-Union-Liga des Landes ist die Premiership Rugby, die neun Mannschaften umfasst. Der nationalen Meisterschaft übergeordnet ist die zusammen mit Mannschaften aus Frankreich, Irland, Italien, Schottland, Südafrika und Wales ausgetragenen internationalen Pokalwettbewerbe European Rugby Champions Cup und EPCR Challenge Cup. Die höchste Frauen-Rugby-Union-Liga ist die Premiership Women’s Rugby, die neun Mannschaften umfasst.
Die Rugby Football Union richtet auch regelmäßig internationale Turniere aus. So waren sie bereits Gastgeber der Weltmeisterschaften 1991 und 1999 (zusammen mit den anderen damaligen Five Nations) und der Weltmeisterschaft 2015 (zusammen mit Wales). Außerdem waren sie Gastgeber der Frauen-Rugby-Union-Weltmeisterschaft im Jahr 2010 und auch die Frauen-Weltmeisterschaft 2025 wird in England ausgetragen. Zusammen mit der Fédération française de rugby, der Irish Rugby Football Union, der Federazione Italiana Rugby, der Scottish Rugby Union und der Welsh Rugby Union ist die RFU zuständig für die Organisation der jährlichen Six Nations und der Frauen-Six-Nations, der wichtigsten Rugby-Union-Turniere der Nordhemisphäre. Außerdem werden die London Sevens jährlich ausgetragen.
Als größte Ehre für englische Spieler gilt es, alle paar Jahre mit den British and Irish Lions auf Tour in die Südhemisphäre zu gehen, um gegen die All Blacks aus Neuseeland, die Springboks aus Südafrika oder die Wallabies aus Australien anzutreten.

## Geschichte

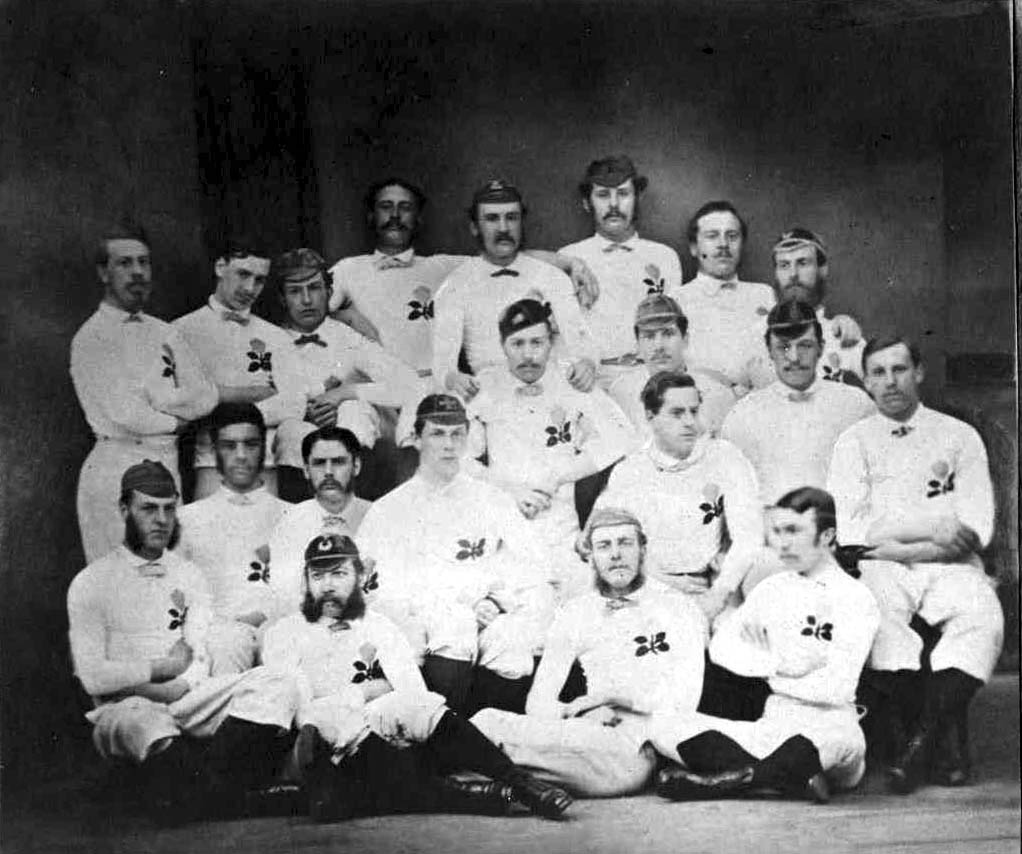
Die Nationalmannschaft 1871, die das erste Länderspiel der Historie gegen Schottland bestritt

Am 26. Januar 1871 trafen sich die Vertreter von 21 englischen Vereinen in London, um dort die RFU zu gründen und ein Regelwerk für den Sport schriftlich festzuhalten. Der geplante 22. Vertreter sollte von den London Wasps kommen, erreichte jedoch das erste Treffen nicht rechtzeitig. Die RFU ist damit der älteste Rugby-Union-Verband und trat 1890 dem International Rugby Football Board (IRFB; heute World Rugby) bei.
Bis zum Jahr 1885 wurden die Rugby-Union-Regeln von der RFU bestimmt, bis Irland, Schottland und Wales das International Rugby Football Board gründeten, da sie mit einigen Bestimmungen nicht zufrieden waren. England lehnte eine Mitgliedschaft zunächst ab und trat erst 1890 dem neuen Dachverband bei.
1895 formten Vereine aus dem Norden Englands einen eigenen Verband, die Northern Rugby Football Union, die später als Rugby Football League bekannt wurde. Die RFU schloss die betreffenden Clubs vom Spielbetrieb aus, da sie ihre Spieler bezahlen und somit gegen den bestehenden Amateurstatus verstoßen wollten. Der Ausschluss betraf auch alle Spieler, die den Vereinen angehörten, und jene, die ohne Bezahlung gegen die ausgeschlossenen Clubs spielten.
Die RFU wehrte sich über mehrere Jahrzehnte gegen die Einführung eines Ligabetriebs. Erst 1972 entstand der John Player Cup, der erste Pokalwettbewerb für englische Vereine. 1987 führte man eine nationale Liga mit mehreren Divisionen ein, die heute neben der französischen Liga Top 14 und der multinationalen United Rugby Championship die wichtigste Europas ist. Diesen Turnieren übergeordnet sind die zusammen mit Mannschaften aus Frankreich, Italien, Schottland und Wales ausgetragenen internationalen Pokalwettbewerbe European Rugby Champions Cup und EPCR Challenge Cup.
Mit dem Beitritt der Fédération Internationale de Rugby Amateur (FIRA; heute Rugby Europe) zur IRR im Jahr 1999 wurde England auch Mitglied der kontinentalen Dachorganisation.

## Logo
Das Logo auf dem Trikot ist eine rote Rose, anstelle der drei Löwen auf den Trikots der Fußballmannschaft und der Cricketmannschaft. Die Rugby Football Union entwarf das Logo der Nationalmannschaft 1871 vor dem ersten Spiel gegen Schottland in Edinburgh. Sie wählte eine rote Rose – vermutlich die des Hauses Lancaster – als Mannschaftslogo. Das Trikot der Nationalmannschaft wurde dem entlehnt, das bei Spielen an der Rugby School getragen wurde. Der Entwurf und die Vereinheitlichung in der Darstellung der Rose – die bis 1920 in verschiedenen Varianten dargestellt wurde – wird Alfred Wright, einem Angestellten der RFU, zugeschrieben. Wrights Entwurf blieb vermutlich bis in die 1990er Jahre hinein mit wenigen Änderungen in Gebrauch. Die Darstellung der Rose wurde erst 1997 verändert, als Nike offizieller Trikotausrüster wurde.